# Willy Bertin
Willy Bertin (ur. 26 sierpnia 1944 w Angrogni) – włoski biathlonista. W Pucharze Świata zadebiutował 22 lutego 1978 roku w Anterselvie, gdzie zajął czwarte miejsce w biegu indywidualnym. W walce o podium lepszy okazał się Nikołaj Krugłow z ZSRR. Nigdy nie stanął na podium zawodów tego cyklu. W klasyfikacji generalnej sezonu 1977/1978 zajął ostatecznie 23. miejsce. W 1970 roku wystąpił na mistrzostwach świata w Östersund, gdzie zajął 45. miejsce w biegu indywidualnym i dwunaste w sztafecie. Był też między innymi piąty w sztafecie podczas mistrzostw świata w Hämeenlinna w 1971 roku oraz szósty w sprincie na mistrzostwach świata w Anterselvie pięć lat później. W 1972 roku wystartował na igrzyskach olimpijskich w Sapporo, zajmując 16. miejsce w biegu indywidualnym i dziesiąte w sztafecie. Brał również udział w igrzyskach w Innsbrucku w 1976 roku, plasując się na czwartej pozycji w biegu indywidualnym i szóstej w sztafecie. W starcie indywidualnym w walce o medal lepszy był Aleksandr Jelizarow z ZSRR.

## Osiągnięcia

### Igrzyska olimpijskie
| Rok  | Miejscowość | Konkurencje | Konkurencje | Konkurencje | Konkurencje | Konkurencje | Konkurencje | Konkurencje |
| Rok  | Miejscowość | IN          | SP          | PU          | MS          | RL          | MR          | SR          |
| ---- | ----------- | ----------- | ----------- | ----------- | ----------- | ----------- | ----------- | ----------- |
| 1972 | Sapporo     | 16.         | nd.         | nd.         | nd.         | 10.         | nd.         | –           |
| 1976 | Innsbruck   | 4.          | nd.         | nd.         | nd.         | 6.          | nd.         | –           |

### Mistrzostwa świata
| Rok  | Miejscowość | Konkurencje | Konkurencje | Konkurencje | Konkurencje | Konkurencje | Konkurencje | Konkurencje |
| Rok  | Miejscowość | IN          | SP          | PU          | MS          | RL          | MR          | SR          |
| ---- | ----------- | ----------- | ----------- | ----------- | ----------- | ----------- | ----------- | ----------- |
| 1970 | Östersund   | 45.         | nd.         | nd.         | nd.         | 12.         | nd.         | –           |
| 1971 | Hämeenlinna | 19.         | nd.         | nd.         | nd.         | 5.          | nd.         | –           |
| 1973 | Lake Placid | 7.          | nd.         | nd.         | nd.         | 8.          | nd.         | –           |
| 1974 | Mińsk       | 27.         | 22.         | nd.         | nd.         | 8.          | nd.         | –           |
| 1975 | Anterselva  | 12.         | 13.         | nd.         | nd.         | 6.          | nd.         | –           |
| 1976 | Anterselva  | nd.         | 6.          | nd.         | nd.         | nd.         | nd.         | –           |
| 1977 | Vingrom     | 16.         | 18.         | nd.         | nd.         | 7.          | nd.         | –           |
| 1978 | Hochfilzen  | 18.         | 31.         | nd.         | nd.         | –           | nd.         | –           |

### Puchar Świata

#### Miejsca w klasyfikacji generalnej
| Sezon     | Miejsce |
| --------- | ------- |
| 1977/1978 | 23.     |

#### Miejsca na podium chronologicznie
Bertin nigdy nie stanął na podium indywidualnych zawodów PŚ.